# Арди, Николай Иванович
Арди Николай Иванович (1834 — 10 (22) апреля 1890) — актёр и певец, драматический артист с.-петербургских императорских театров.

## Биография
Настоящая фамилия — Нечаев. На театральных подмостках стал выступать с 1855 г. и в течение 16 лет играл на лучших провинциальных сценах: Харькова, Одессы, Казани и др., преимущественно опереточные и водевильные роли с пением. Составив себе имя, Арди приехал в С.-Петербург; здесь он играл сначала на сцене «Благородного собрания», а затем, 22 ноября 1871 г., дебютировал на Александринской сцене в оперетте «Птички певчие», в роли Пикилло.
Недурной тенор его, развязность и уменье держать себя на сцене, сразу расположили к нему публику, и дебютант был принят на императорскую сцену на первые роли в оперетках и водевилях: Парис в «Прекрасной Елене», Пулярдо в «Зеленом Острове», Шикар в «Парижской жизни», Пигмальон в «Прекрасной Галатее», Шварц в оперетке «Дядя Беккер подшутил» и многие др. Из водевилей с пением и небольших комедий особенно удавались ему: «простушка и воспитанная» (Емеля), «Званый вечер с итальянцами» (Грибков), «Макар Алексеевич Губкин» (Губкин), «Налетел с ковшом на брагу» (Вострушкин), «Лев Гурыч Синичкин» (Борзиков), «Через край» (Мухин) и др. Не ограничиваясь опереткой и легкой комедией, Арди, с первых же шагов своих на императорской сцене, стал выступать и в серьезной комедии, обнаружив недюжинный комический талант. Первые роли он сыграл: Бородкина («Не в свои сани не садись») и Разлюляева («Бедность не порок»).
С прекращением же оперетки Арди окончательно перешел на бытовые комические роли, преимущественно репертуара Островского, и вскоре сделался незаменимым актером для изображения разбитных военных писарей, подкутивших купчиков, пьяненьких мужичков и проч. За время служения своего на сцене, Арди переиграл до 120-ти ролей; из них наиболее удачные в следующих пьесах: «Свои люди сочтемся» (Подхалюзин), «Богатые невесты» (Пирамидалов), «Свадьба Кречинского» (Щебнев), «Горькая Судьбина» (Никон), «Женитьба Белугина» (Сыромятов), «Лес» (Петр, затем Счастливцев), «На бойком месте»(Непутевый), «На пороге к делу» (Тесов), «Ревизор» (Бобчинский), «Недоросль» (Кутейкин), «Нищие духом» (Сиводушин), «Завтрак у предводителя» (Мирволин), «Сидоркино дело» (Сидорка), «Жених из ножовой линии» (Мордоплюев) и др. Кроме того, Арди выступал вместе с куплетистом И. И. Монаховым в концертах, в качестве певца русских песен, и имел большой успех. В 1877 г. Арди, не поладив с театральной дирекцией, покинул императорскую сцену и уехал гастролировать в провинцию, но в 1878 г., по приезде в Петербург, был снова принят в труппу Александринского театра, где и оставался до самой кончины. В декабре 1880 г. Арди скромно праздновал свой 25-летний юбилей служения искусству.
Похоронен на Митрофаниевском кладбище в Санкт-Петербурге.